# Bohemians 1905

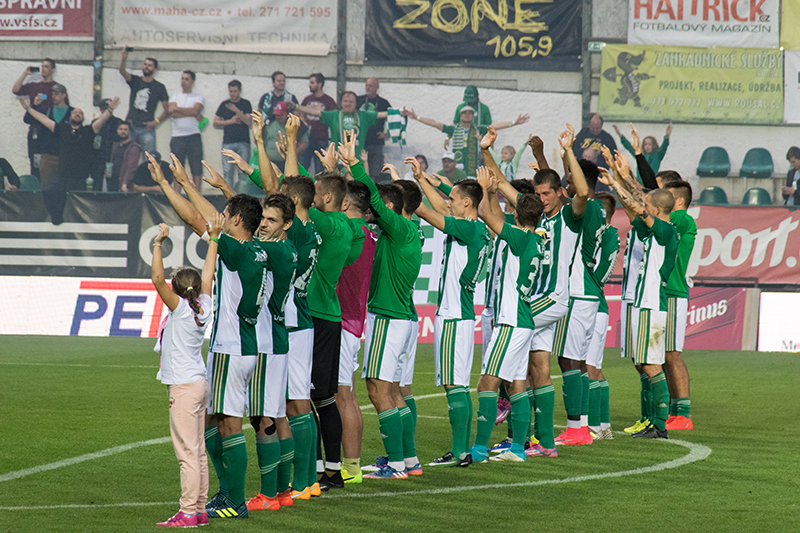
Bohemians Praha en la temporada 2016/17.

El Bohemians 1905 (anteriormente denominado FC Bohemians Praha) es un club de fútbol con sede en Praga, República Checa, que fue fundado originalmente en 1905 como AFK Vršovice. El club cuenta en su palmarés con un solo título, la Primera división checoslovaca de la que se proclamó campeón en 1982-83. Sus colores tradicionales son el verde y el blanco.
El equipo mantiene una importante rivalidad con el Slavia Praga, con quien disputa el Derbi de Vršovice, el segundo derbi más prestigioso de Praga. El club disputa sus partidos como local en el Ďolíček Stadion, en el distrito Vršovice de la capital, lo que acentúa la rivalidad entre ambos equipos, ya que los estadios del Slavia y el Bohemians se encuentran separados por apenas un kilómetro de distancia. 
El jugador más conocido de la historia del Bohemians es, sin duda, el internacional checoslovaco Antonín Panenka. 
La mascota oficial del club es un canguro, legado de la gira de 1927 en Australia, que aparece en el escudo del equipo. Después de la gira, el club se adjudicó dos canguros vivos que donaron al zoológico de Praga.

## Nombres del club
El club ha cambiado de nombre varias veces desde su fundación:
| - S.K.Kotva (1895-1905) - AFK Vršovice (1905-1927) - AFK Bohemians (1927-1940) - AFK Bohemia (1940-1945) - AFK Bohemians (1945-1948) - Železničáři Praha (1948-1952) - Spartak Praha Stalingrad (1953-1961) | - ČKD Praha (1961-1964) - Bohemians ČKD Praha (1965-1993) - FC Bohemians Praha (1993-1999) - CU Bohemians Praha (1999-2001) - FC Bohemians Praha (2002-2005) - Bohemians 1905 (2005- ) |

## Afición y rivalidades

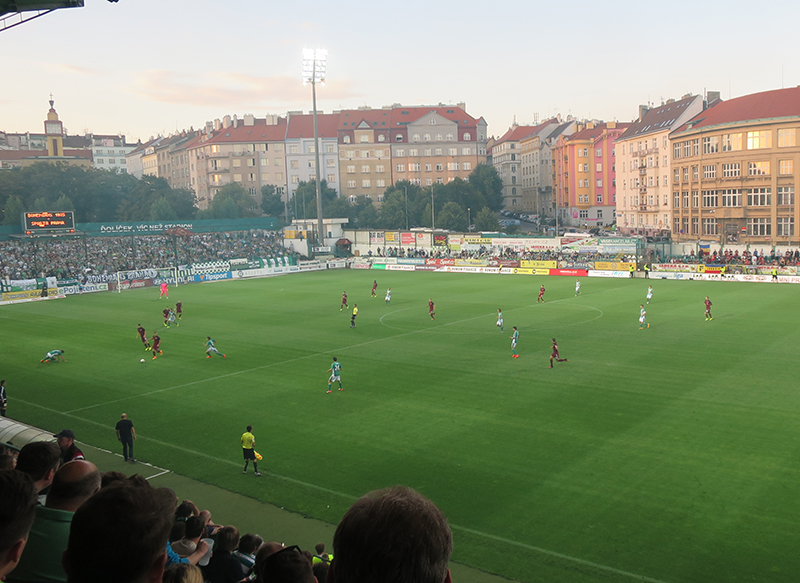
En la imagen Bohemians y Sparta en un partido de 2016 en el Ďolíček.

El Bohemians es uno de los clubes más populares de la República Checa. El club es uno de los pocos en el país que tiene aficionados con una ideología de izquierda, aunque la mayoría de los grupos de aficionados se identifican como apolíticos, y hay aficionados que son de derechas. El grupo de ultras es uno de los más fuertes en cuanto a coreografías e imágenes visuales en el país. Mantienen contactos amistosos con el Bohemian FC dublinés, pero en el pasado tuvieron amistad con FC St. Pauli y Górnik Wałbrzych.

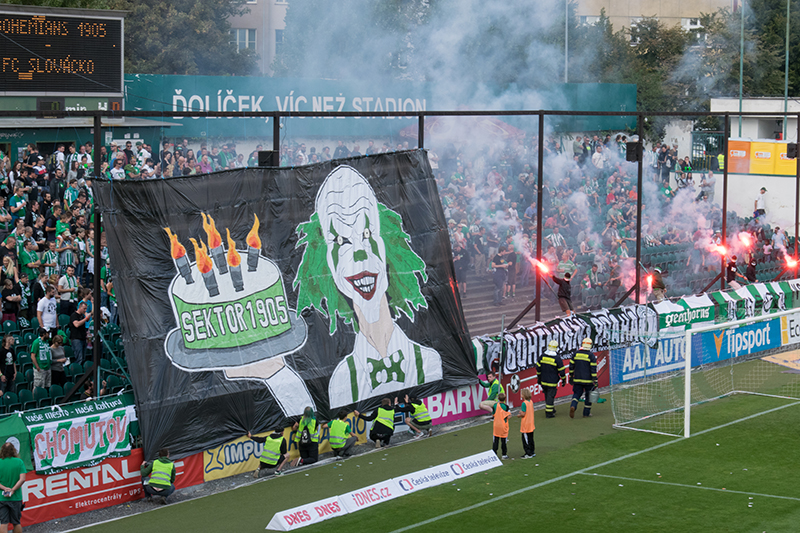
Aficionados del Bohemians en septiembre de 2017

El partido más prestigioso es el derbi con el Slavia Praga. El derbi de Vršovice es el segundo clásico más prestigioso en Praga (después del derbi Slavia-Sparta). Slavia y Bohemians se encuentran en el distrito de Vršovice de Praga y sus estadios están separados por apenas un kilómetro de distancia. El Sparta Praga son considerados como grandes rivales, y el Viktoria Žižkov es el otro equipo con el que se disputan los derbis de la ciudad. El FK Bohemians Praga (Střížkov) son considerados como impostores y un fraude por parte del Bohemians 1905, sin embargo, la rivalidad se manifiesta sobre el terreno de juego y hacia la dirección del club, ya que el Střížkov tiene muy poco apoyo y ningún movimiento organizado de hinchas.

## Jugadores

### Jugadores destacados
- Přemysl Bičovský
- Pavel Chaloupka
- Zdeněk Hruška
- František Jakubec
- Petr Janečka
- Petr Kouba
- Jan Morávek
- Antonín Panenka
- Jiří Pešek
- Michal Petrouš
- Dalibor Slezák
- Karol Dobiaš
- Peter Zelenský

## Entrenadores
- Karel Meduna (1934–35)[3]
- Ladislav Ženíšek (1940–44)
- Antonín Lanhaus (1945–51)
- Bohumil Musil (1972–77)
- Tomáš Pospíchal (1977–83)
- Josef Zadina (1983)
- Jiří Rubáš (1983)
- Tomáš Pospíchal (1983–87)
- Michal Jelínek (1987)
- Dušan Uhrin (1987–88)
- Josef Zadina (1988–89)
- Josef Ledecký (1989–91)
- Josef Hloušek (1991–92)
- Petr Packert (1993)
- Mario Buzek (1994)
- František Barát (1994–95)
- Svatopluk Bouška (1995)
- Dalibor Lacina (1995)
- Josef Hloušek (1996)
- Miloš Beznoska y Antonín Panenka (1996), interinos
- Vladimír Borovička (1996), interino
- Vlastimil Petržela (1996–02)
- Vladimír Borovička (1996–02), asistente
- Vladimír Borovička (2002), interino
- Dušan Uhrin, Jr. (2002–04)
- Zbyněk Busta (2005–08)
- Pavel Hoftych (2008–11)
- Pavel Medynský (2011–12)
- Jozef Weber (marzo de 2012)
- Martin Hasek (2017-2019)
- Luděk Klusáček (2019-2022)
- Jaroslav Veselý (2022-)

## Palmarés
- Primera División de Checoslovaquia (1): 1982-83
- Copa de la República Checa (1): 1982
- Czech 2. Liga (2): 1998–99, 2008–09 
  - Subcampeón (1): 2006–07
- Copa de Bohemia Central (1)': 1942
- Intercopa (4)': 1979, 1980, 1982, 1983, 1984

## Participación en competiciones de la UEFA
| Temporada | Torneo                 | Ronda            | Club                   | Casa       | Visita | Global      |
| --------- | ---------------------- | ---------------- | ---------------------- | ---------- | ------ | ----------- |
| 1975/76   | UEFA Cup               | 1                | Honved                 | 1-2        | 1-1    | 2-3         |
| 1979/80   | UEFA Cup               | Preliminar       | FC Bayern Múnich       | 0-2        | 2-2    | 2-4         |
| 1980/81   | UEFA Cup               | 1                | Real Sporting de Gijón | 3-1        | 1-2    | 4-3         |
| 1980/81   | UEFA Cup               | 2                | Ipswich Town FC        | 2-0        | 0-3    | 2-3         |
| 1981/82   | UEFA Cup               | 1                | Valencia CF            | 0-1        | 0-1    | 0-2         |
| 1982/83   | UEFA Cup               | 1                | Admira-Wacker          | 5-0        | 2-1    | 7-1         |
| 1982/83   | UEFA Cup               | 2                | AS Saint-Étienne       | 4-0        | 0-0    | 4-0         |
| 1982/83   | UEFA Cup               | 3                | Servette FC            | 2-1        | 2-2    | 4-3         |
| 1982/83   | UEFA Cup               | Cuartos de final | Dundee United FC       | 1-0        | 0-0    | 1-0         |
| 1982/83   | UEFA Cup               | Semifinales      | RSC Anderlecht         | 0-1        | 1-3    | 1-4         |
| 1983/84   | Copa Europea           | 1                | Fenerbahçe SK          | 4-0        | 1-0    | 5-0         |
| 1983/84   | Copa Europea           | 2                | Rapid Viena            | 2-1        | 0-1    | 2-2 (a)     |
| 1984/85   | UEFA Cup               | 1                | Apollon Limassol       | 6-1        | 2-2    | 8-3         |
| 1984/85   | UEFA Cup               | 2                | AFC Ajax               | 1-0        | 0-1    | 1-1 (4-2 p) |
| 1984/85   | UEFA Cup               | 3                | Tottenham Hotspur FC   | 1-1        | 0-2    | 1-3         |
| 1985/86   | UEFA Cup               | 1                | Raba Gyor              | 4-1 (t.e.) | 1-3    | 5-4         |
| 1985/86   | UEFA Cup               | 2                | FC Colonia             | 2-4        | 0-4    | 2-8         |
| 1987/88   | UEFA Cup               | 1                | KSK Beveren            | 1-0        | 0-2    | 1-2         |
| 2023/24   | UEFA Conference League | 2                | Bodø/Glimt             | 2-4        | 0-3    | 2-7         |